# Mark Crear
Mark Crear (* 2. Oktober 1968 in San Francisco) ist ein ehemaliger US-amerikanischer Hürdensprinter.
Im 110-Meter-Hürdenlauf errang er bei den Olympischen Spielen 1996 in Atlanta die Silbermedaille hinter seinem Landsmann Allen Johnson und vor Florian Schwarthoff (GER), obwohl er sich zwei Wochen vor den Spielen den Arm gebrochen hatte. Bei den Leichtathletik-Weltmeisterschaften 1997 in Athen wurde er Siebter. Am 5. Juli 1999 stellte er in Zagreb mit 12,98 Sekunden seine persönliche Bestzeit auf. Im Jahr darauf holte er bei den Olympischen Spielen in Sydney die Bronzemedaille hinter Anier García (CUB) und Terrence Trammell (USA).
2002 promovierte er im Fach Theologie und ist seitdem als Prediger aktiv.